# تمارا زيدانسيك
تمارا زيدانسيك (مواليد 26 ديسمبر 1997) هي لاعبة تنس محترفة سلوفينة، أعلى تصنيف لها في الفردي كان ال22 في فبراير 2022.

## روابط خارجية
- تمارا زيدانسيك على موقع رابطة محترفات التنس (الإنجليزية)
- تمارا زيدانسيك على موقع الاتحاد الدولي لكرة المضرب (الإنجليزية)
- تمارا زيدانسيك على موقع كأس بيلي جين كينغ (الإنجليزية)
- تمارا زيدانسيك على موقع بطولة ويمبلدون (الإنجليزية)
- تمارا زيدانسيك على موقع خلاصة التنس.كوم (الإنجليزية)